# Malpighia mexicana
Malpighia mexicana är en tvåhjärtbladig växtart. Malpighia mexicana ingår i släktet Malpighia och familjen Malpighiaceae.

## Underarter
Arten delas in i följande underarter:
- M. m. guadalajarensis
- M. m. mexicana